# Pedro Pablo García-Rojo Garrido
Pedro Pablo García-Rojo Garrido (Madrid, 9 d'octubre de 1969) és un polític espanyol del Partit Socialista Obrer Espanyol (PSOE).

## Biografia
Nascut el 9 d'octubre de 1969 a Madrid, es va llicenciar en Ciències Polítiques a la Universitat Complutense de Madrid (UCM).
El 2007 va ser inclòs en la candidatura del PSOE per a les eleccions municipals a Madrid encapçalada per Miguel Sebastián, en el lloc 17, convertint-se en regidor; es va presentar també a les municipals de 2011, al número 7 de la llista del PSOE liderada per Jaime Lissavetzky, renovant la seva acta de regidor.
Molt proper a Juan Barranco i secretari general de l'agrupació socialista del districte madrileny de Puente de Vallecas,va ser inclòs en el lloc 29 de la llista del PSOE per a les eleccions a l'Assemblea de Madrid de 2015 encapçalada per Ángel Gabilondo, i va resultar elegit diputat regional de la desena legislatura.